# Konrad Finck von Finckenstein
Konrad August Karl Friedrich Graf Finck von Finckenstein (* 22. September 1860 in Schönberg bei Rosenberg i. Westpr.; † 4. Oktober 1916 ebenda) war ein deutscher Majoratsbesitzer und Reichstagsabgeordneter.

## Leben
Er stammte aus der uradligen Familie Finck von Finckenstein und war der Sohn des Rittergutsbesitzers, Kammerherrn und Mitglieds des Preußischen Herrenhauses Konrad Karl Finck von Finckenstein (1820–1900) und dessen Ehefrau Agnes geb. von Kanitz (1826–1882).
Er besuchte 1874–1880 das Vitzthum-Gymnasium Dresden. Nach dem Abitur studierte er ab 1880 an der Rheinischen Friedrich-Wilhelms-Universität Bonn Rechtswissenschaft. Noch im selben Jahr wurde er im Corps Borussia Bonn recipiert. Nach der Inaktivierung wechselte er  1881 an Friedrich-Wilhelms-Universität zu Berlin. 1883 wurde er Referendar, 1890 Regierungsassessor. Von 1894/95 bis 1897 war er Landrat im Kreis Konitz, dann von 1897 bis 1900 Landrat im Kreis Herzogtum Lauenburg und in dieser Eigenschaft zugleich Leiter des Lauenburgischen Landeskommunalverbands. Seit 1901 war er erbliches Mitglied des Preußischen Herrenhauses, Mitglied des Provinziallandtags von Westpreußen, Mitglied der Provinzialsynode und Kreisdeputierter im Kreis Rosenberg in Westpreußen. Weiter war er Rittmeister der Reserve im 1. Garde-Ulanen-Regiment. Für die Deutschkonservative Partei vertrat er 1907–1912 den Reichstagswahlkreis Regierungsbezirk Marienwerder 2 (Rosenberg (Westpr.), Löbau) im Reichstag (Deutsches Kaiserreich).

## Familie
Er heiratete am 15. August 1888 Irene Freiin von Meerscheidt-Hüllessem (* 29. Juni 1866; † 26. Oktober 1957). Das Paar hatte fünf Kinder:
1. Kunz Finck von Finckenstein (* 11. Juli 1889; † 25. Juli 1932), Rittergutsbesitzer und Parlamentarier ⚭ Louisa von Forçade de Biaix (1893–1976)
2. Benita Agnes Gabriele Antoniette Luise Maria (* 7. Juni 1890; † Februar 1945) ⚭ Carl Harald Wilhelm Arthur Graf von der Groeben-Ponarien (1887–1921)
3. Nikolaus Heinrich Eduard (* 5. Januar 1893; † 26. August 1963) ⚭ Marie Emilie Edith von Rath (1894–1977)
4. Gabriele Irene Magarethe Selma Bertha Elisabeth (* 5. September 1898; † 9. März 1970) ⚭ Ludwig Gustav Heinrich Graf von der Groeben (1890–1970)
5. Ottfried Graf von Finckenstein (* 18. April 1901; † 23. November 1987), Schriftsteller ⚭ Eva Schubring (1903–1994), Politikerin